# Kora Jahanabad
Kora Jahanabad é uma cidade e uma nagar panchayat no distrito de Fatehpur, no estado indiano de Uttar Pradesh.

## Demografia
Segundo o censo de 2001, Kora Jahanabad tinha uma população de 24,050 habitantes. Os indivíduos do sexo masculino constituem 53% da população e os do sexo feminino 47%. Kora Jahanabad tem uma taxa de literacia de 58%, inferior à média nacional de 59.5%: a literacia no sexo masculino é de 65% e no sexo feminino é de 51%. Em Kora Jahanabad, 16% da população está abaixo dos 6 anos de idade.